# Xoanodera captiosa
Xoanodera captiosa es una especie de escarabajo longicornio del género Xoanodera, tribu Cerambycini, subfamilia Cerambycinae. Fue descrita científicamente por Holzschuh en 2019.

## Descripción
Mide 12,9-18,3 milímetros de longitud.

## Distribución
Se distribuye por Malasia (Borneo).